# 間塚道義
間塚 道義（まづか みちよし、1943年10月17日 - ）は、日本の実業家。富士通代表取締役会長兼社長や、同社取締役会長、情報通信ネットワーク産業協会会長、日本知的財産協会会長などを務めた。

## 略歴
東京都出身。神奈川県立希望ヶ丘高等学校を経て、1968年学習院大学経済学部経済学科卒業後、富士通ファコム入社。1971年富士通に転社。1999年常務理事兼産業営業本部長。2001年取締役東日本営業本部長。2002年執行役。2003年経営執行役常務。2005年取締役専務。2006年代表取締役副社長。2008年代表取締役会長。2009年代表取締役会長兼社長。2010年代表取締役会長。2012年取締役会長。2014年社内定年規定に従い取締役相談役に退いた。2015年日本コンクリート工業取締役。2016年アマダホールディングス取締役。2018年富士通の相談役・顧問制度廃止に伴い同社シニアアドバイザーに就任。同年月島機械取締役。情報通信ネットワーク産業協会会長、全国地域情報化推進協会会長、日本知的財産協会会長なども務めた。